# اسمارت‌وینگز
اسمارت‌وینگز (به انگلیسی: SmartWings) یک شرکت هواپیمایی با کد یاتا QS است که در تاریخ ۲۰۰۴ میلادی تأسیس شده است. دفتر مرکزی اسمارت‌وینگز در پراگ، جمهوری چک واقع شده‌است و قطب این شرکت هواپیمایی در فرودگاه پراگ رازیون قرار دارد و به ۲۷ مقصد، پرواز مستقیم انجام می‌دهد.